# Hungarocopter HC02
A Hungarocopter HC02 (HC-02.2) az első magyar fejlesztésű és gyártású kétszemélyes helikopter.

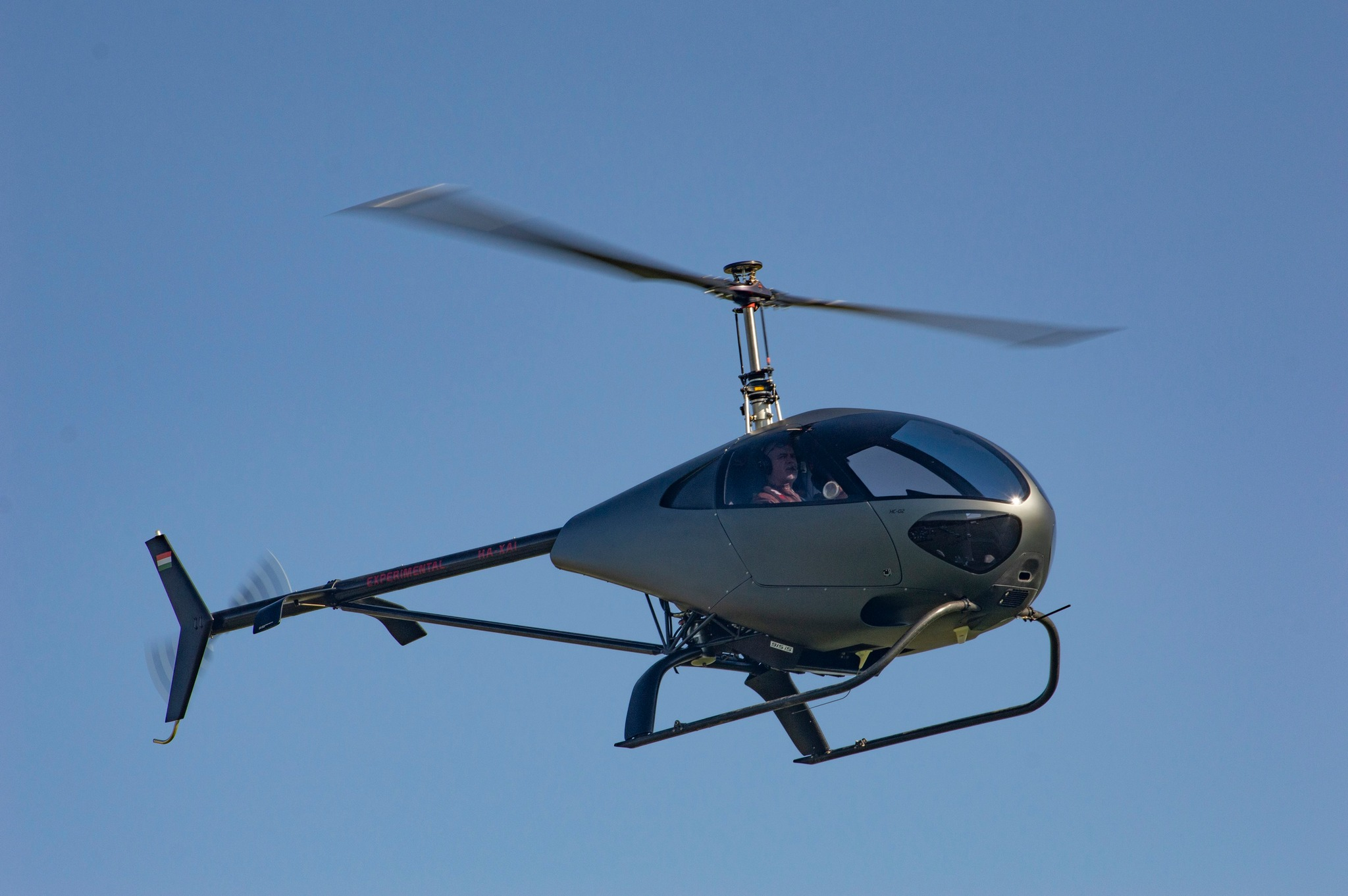
Hungarocopter HC-02

## Történet
A Hungarocopter projekt egy széles körben elérhető, könnyű, oktatásra is alkalmas, többcélú helikopter kifejlesztésére jött létre. A Farkas Gábor és Juhász Zoltán által tervezett típusok gyártásában közösen részt vett a Hungaro-Copter Kft. és a Steel Riders Kft.
A HC-01 egyszemélyes típus 2010-ben készült magas műszaki tartalommal és innovatív megoldásokkal. Az első magyar tervezésű és gyártású ultrakönnyű helikopter volt, mely megkapta a Magyar Légügyi Hatóság repülési engedélyét. Később ebből a típusból több darab értékesítésére került a magyar és a nemzetközi piacon.

## Fejlesztés
A fejlesztés egy nagyobb teljesítményű egyszemélyes típussal folytatódott (HC-02/1), melybe beépítésre került egy forradalmian új, saját fejlesztésű, elektromos meghajtású mentőrendszer (ERS). Ennek köszönhetően a helikopter motorhibája esetén a mentőrendszer lehetővé teszi a biztonságos landolást. Ez a modell szintén megkapta a magyarországi repülési engedélyt.
Többévnyi tervezés és gyártás előkészítés után, 2021-ben elkészült a Hungarocopter HC-02.2 VFR repülésre és két fő szállítására alkalmas kétkormányos változata. A Rotax 915 IS repülőgépmotorral szerelt konstrukció a kategóriájában jelenleg elérhető helikoptereknél kedvezőbb hatásfokkal bír, köszönhetően ultrakönnyű szerkezetének és hatékony erőforrásának. Továbbá számos újítás és szabadalom biztosítja a kiemelkedő teljesítményt és egyszerű használatot.
Az üzemeltetési költsége az újításoknak, a Rotax 915 IS motornak, mely E95 benzinnel üzemeltethető, köszönhetően legalább 25%-kal alacsonyabb a hasonló kategóriájú helikoptereknél.

## Design
A külső burkolat tervezésénél nagy figyelmet fordítottak a légellenállás optimalizálására, a modern megjelenésre. A végleges külső számos aerodinamikai modellezés eredménye.

## Engedélyek
A Hungarocopter HC-02/2 típus, az építése során a magyarországi 21/2015 (V.4) NFM és a németországi DULF (LTF–ULH vom 28.02.2019) szabályzásban leírt követelmények szerint lett tervezve, tesztelve, dokumentálva és legyártva.
2021. június 8-tól rendelkezik a magyarországi és szlovákiai tesztrepülésekhez szükséges repülési engedéllyel, lajstromozási bizonyítvánnyal.

## Szabadalmak, innovációk
Szabadalmak és innovációk, melyek beépítésre kerültek a Hungarocopter HC-02/2 típusba:
- Elektromos meghajtású mentőrendszer (Electric Rescue System)[5] 25 kW
- Automatikusan működő, forgószárny billenésgátló.
- Tömegközéppont eltolás - kiegyenlítés, mozgatható üzemanyagtartály-rendszerrel.
- Saját fejlesztésű, magas hatásfokú és csendes üzemű forgószárnyak (Silent Type)[6]

## Technikai specifikációk

### Rotorlapát
- Rotor sugár/átmérő: r = 3500 mm / D = 7000 mm
- Lapátszám: N = 2 db
- Rotorlapát profilja: NACA0012-0018; elcsavarás 9°
- Rotorlapát anyaga: karbon kompozit hibrid
- Rotorfelület: Ar = 38,465 m2
- Rotor felületi terhelés: DL = 99 N/m2
- Főrotor-fordulatszám: 546 fordulat/min
- Rotorlapát max. sebessége= 200 m/sec

### Motor: ROTAX 915IS
- Váz: 25CrMo4 acélcső váz[3]

### Technikai adatok
- Ülések: 2[3]
- Magasság: 250 cm[3]
- Teljes hossz: 731 cm[3]
- Üzemanyag-kapacitás: 60 L (E95/100)[3]
- Tömeg: 349 kg (elektromos mentőrendszerrel)[3]
- Fogyasztás: 20-25 l/h[3]
- Utazósebesség: 183 km/h[3]
- Max felszállótömeg: 580 kg[3]
- Emelkedőképesség: 8,2 m/s[3]